# Station Ruisbroek
Het station Ruisbroek ligt langs spoorlijn 96 (Brussel - Bergen - Quévy) in Ruisbroek, een deelgemeente van de gemeente Sint-Pieters-Leeuw.

## Treindienst
| Serie | Treinsoort | Route                                               | Bijzonderheden         |
| ----- | ---------- | --------------------------------------------------- | ---------------------- |
| S 2   | GEN (NMBS) | 's-Gravenbrakel – Ruisbroek – Brussel-Zuid – Leuven | Rijdt 1×/u. op zondag. |

## Galerij

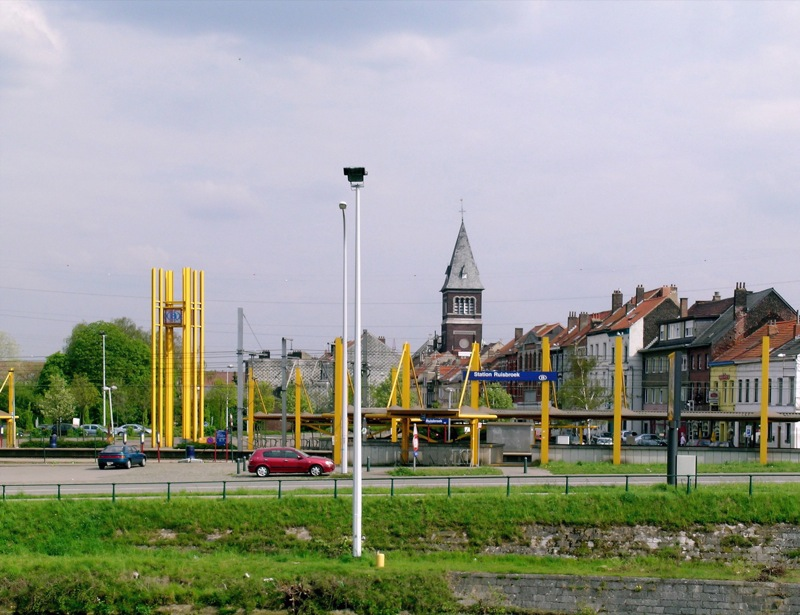
Het station in 2004
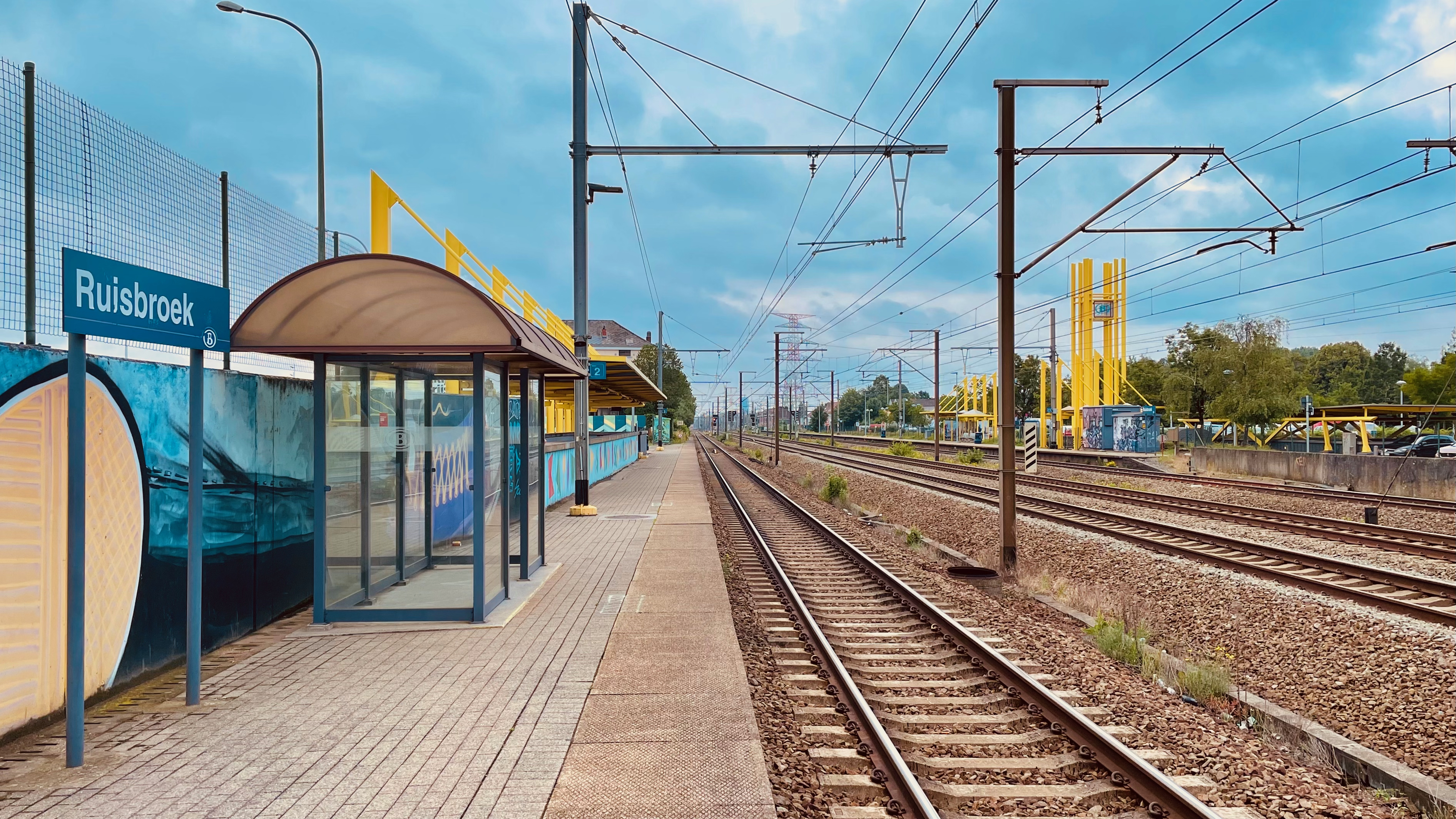
Zicht op het perron
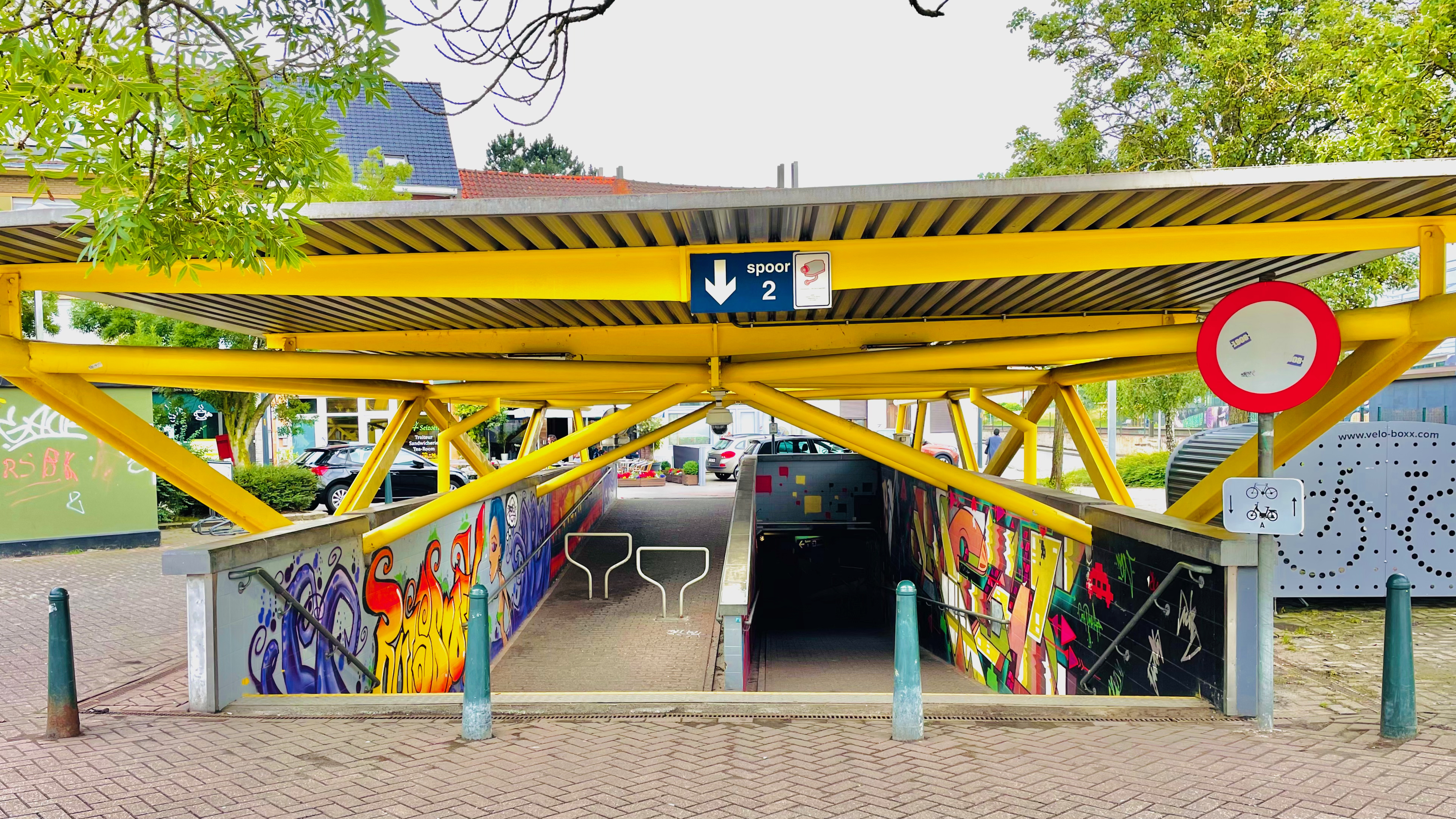
Toegang tot de voetgangerstunnel
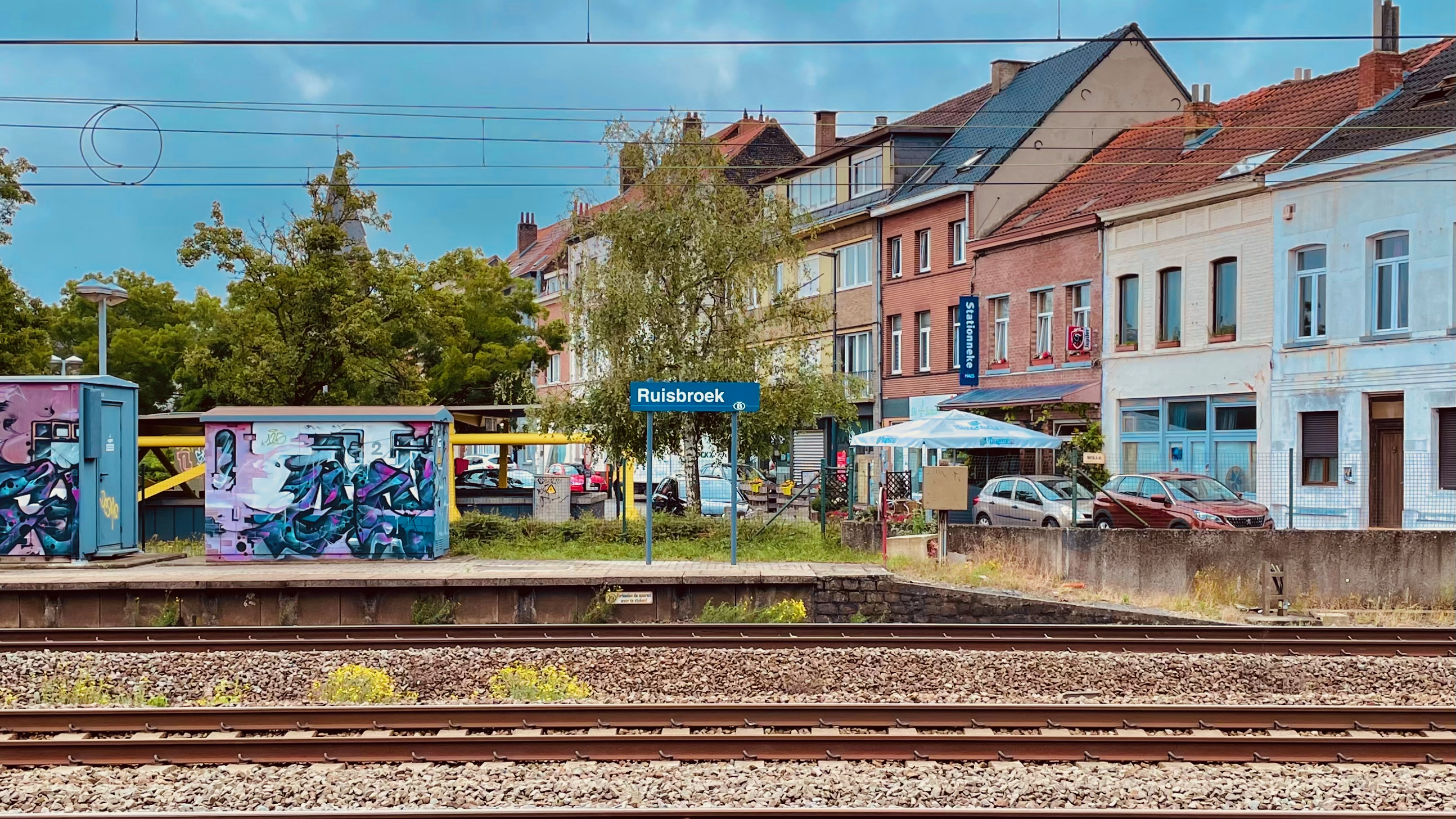
Plaatsnaambord op het perron

## Reizigerstellingen
De grafiek en tabel geven het gemiddeld aantal instappende reizigers weer op een week-, zater- en zondag.
| Tabel: aantal instappende reizigers station Ruisbroek | Tabel: aantal instappende reizigers station Ruisbroek | Tabel: aantal instappende reizigers station Ruisbroek | Tabel: aantal instappende reizigers station Ruisbroek |
|                                                       | Weekdag                                               | Zaterdag                                              | Zondag                                                |
| ----------------------------------------------------- | ----------------------------------------------------- | ----------------------------------------------------- | ----------------------------------------------------- |
| 1977                                                  | 802                                                   | 113                                                   | 96                                                    |
| 1978                                                  | 740                                                   | 126                                                   | 64                                                    |
| 1979                                                  | 631                                                   | 139                                                   | 56                                                    |
| 1980                                                  | 733                                                   | 125                                                   | 81                                                    |
| 1981                                                  | 731                                                   | 171                                                   | 123                                                   |
| 1982                                                  | 634                                                   | 97                                                    | 76                                                    |
| 1983                                                  | 793                                                   | 84                                                    | 52                                                    |
| 1984                                                  | 653                                                   | 41                                                    | 40                                                    |
| 1985                                                  | 584                                                   | 61                                                    | 53                                                    |
| 1986                                                  | 376                                                   | 67                                                    | 32                                                    |
| 1987                                                  | 388                                                   | 61                                                    | 43                                                    |
| 1988                                                  | 405                                                   | 61                                                    | 43                                                    |
| 1989                                                  | 303                                                   | 59                                                    | 35                                                    |
| 1990                                                  | 342                                                   | 69                                                    | 39                                                    |
| 1991                                                  | 350                                                   | 58                                                    | 40                                                    |
| 1992                                                  | 368                                                   | 71                                                    | 44                                                    |
| 1993                                                  | 333                                                   | 31                                                    | 48                                                    |
| 1994                                                  | 280                                                   | 60                                                    | 40                                                    |
| 1995                                                  | 263                                                   | 36                                                    | 30                                                    |
| 1996                                                  | 245                                                   | 38                                                    | 27                                                    |
| 1997                                                  | 285                                                   | 52                                                    | 42                                                    |
| 1998                                                  | 328                                                   | 53                                                    | 46                                                    |
| 1999                                                  | 270                                                   | 91                                                    | 51                                                    |
| 2000                                                  | 323                                                   | 72                                                    | 52                                                    |
| 2001                                                  | 343                                                   | 76                                                    | 61                                                    |
| 2002                                                  | 312                                                   | 82                                                    | 64                                                    |
| 2003                                                  | 299                                                   | 76                                                    | 58                                                    |
| 2004                                                  | 280                                                   | 82                                                    | 67                                                    |
| 2005                                                  | 335                                                   | 107                                                   | 60                                                    |
| 2006                                                  | 352                                                   | 98                                                    | 110                                                   |
| 2007                                                  | 400                                                   | 104                                                   | 84                                                    |
| 2008                                                  | -                                                     | -                                                     | -                                                     |
| 2009                                                  | 436                                                   | 99                                                    | 82                                                    |
| 2010                                                  | -                                                     | -                                                     | -                                                     |
| 2011                                                  | -                                                     | -                                                     | -                                                     |
| 2012                                                  | 488                                                   | 108                                                   | 106                                                   |
| 2013                                                  | 423                                                   | 124                                                   | 85                                                    |
| 2014                                                  | 485                                                   | 135                                                   | 96                                                    |
| 2015                                                  | 535                                                   | 102                                                   | 104                                                   |
| 2016                                                  | 529                                                   | 143                                                   | 95                                                    |
| 2017                                                  | 545                                                   | 172                                                   | 125                                                   |
| 2018                                                  | 602                                                   | 162                                                   | 121                                                   |
| 2019                                                  | 729                                                   | 247                                                   | 200                                                   |
| 2020                                                  | 572                                                   | 253                                                   | 136                                                   |
| 2021                                                  | -                                                     | -                                                     | -                                                     |
| 2022                                                  | 959                                                   | 451                                                   | 296                                                   |
| 2023                                                  | 1 019                                                 | 482                                                   | 300                                                   |
| 2024                                                  | 1 030                                                 | 528                                                   | 296                                                   |

0,0: Brussel-Zuid ·
3,9: Vorst-Zuid ·
6,0: Ruisbroek ·
9,1: Lot ·
11,1: Buizingen ·
13,6: Halle ·
16,0: Lembeek ·
18,1: Tubeke-Noord ·
18,7: Tubeke ·
20,9: Stéhoux ·
23,7: Hennuyères ·
25,5: Hennuyères-Village ·
29,6: 's-Gravenbrakel ·
35,8: Zinnik ·
41,1: Neufvilles ·
44,8: Masnuy-Saint-Pierre ·
48,6: Jurbeke ·
51,6: Erbisoeul ·
54,6: Ghlin ·
57,5: Nimy-Maisières ·
60:3: Bergen ·
62,2: Cuesmes ·
67,1: Frameries ·
69,4: Genly ·
71,2: Blaregnies ·
74,9: Quévy